# 比爾湖

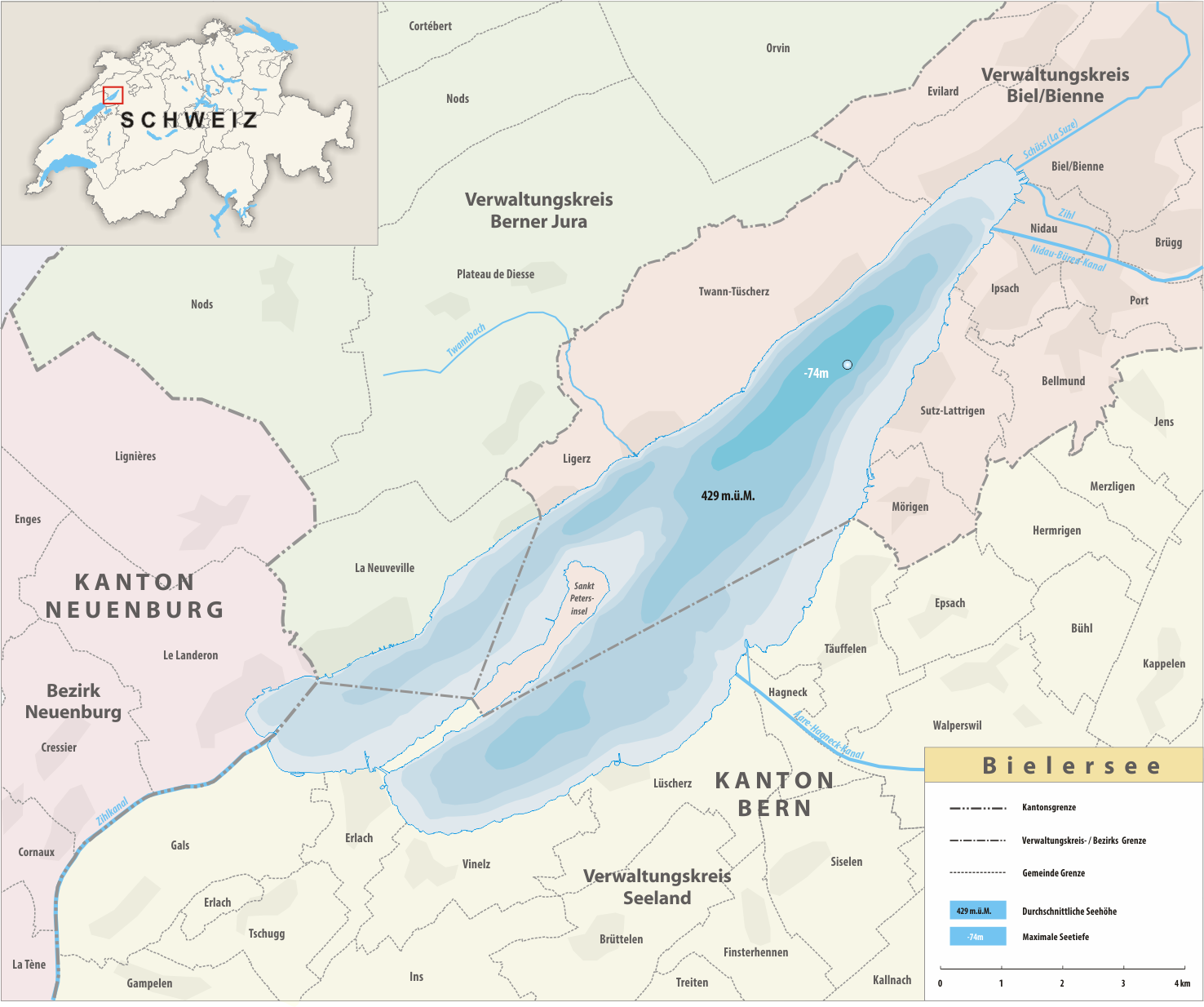
比尔湖地图

比爾湖 （德語：Bielersee）是瑞士西部的一個湖泊。比爾湖與穆爾滕湖和納沙泰爾湖并為汝拉地區的三個大湖。面積39.3平方公里，最深處74米。湖水平均停留時間為58日。湖面海拔高度429米。比爾湖周邊的主要城市有比爾、拉讷沃维尔等。

## 外部連結

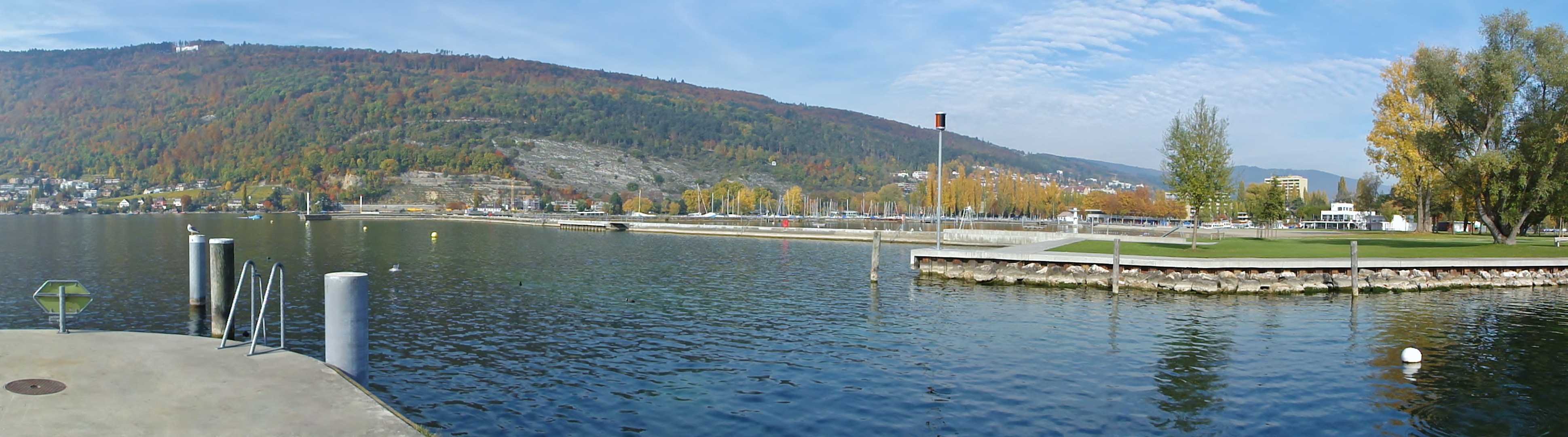
由尼道望向比爾湖

- 比爾湖在線上《瑞士歷史辭典》中的德文、法文或版詞條。
- Waterlevels of Lake Bienne （页面存档备份，存于） at Ligerz
- Tourism Biel/Bienne Seeland （页面存档备份，存于）
- Coolidge, William Augustus Brevoort. .  3 (第11版). London: 921. 1911.